# Achyrophorus crepidioides
Achyrophorus crepidioides là một loài thực vật có hoa trong họ Cúc. Loài này được (Miyabe & Kudô) Kitag. mô tả khoa học đầu tiên năm 1939.